# Blandengues de Montevideo

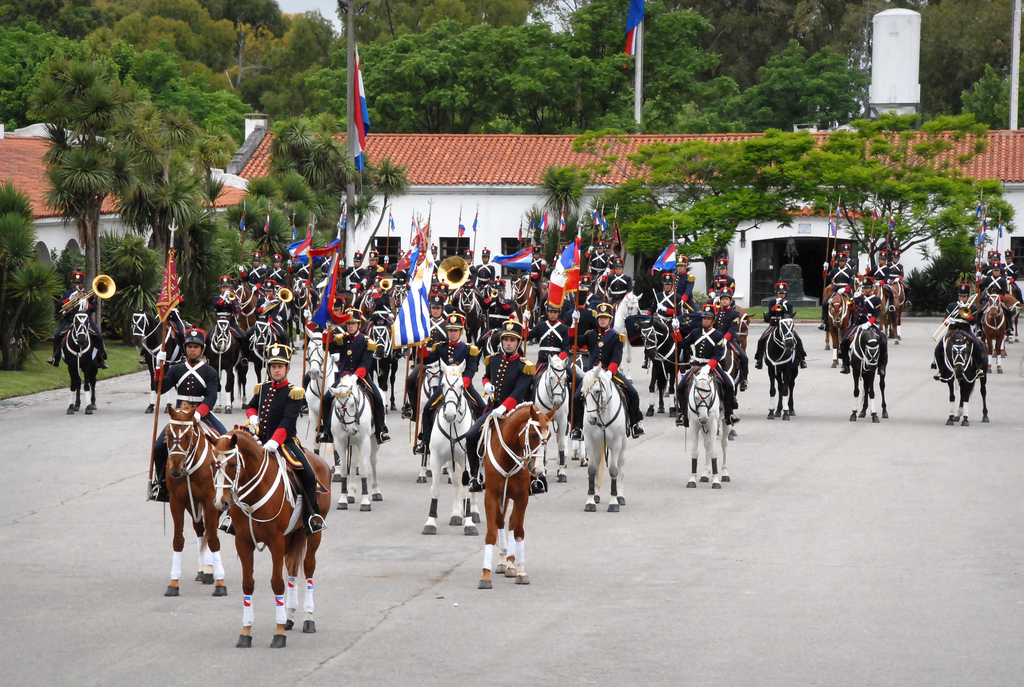
Blandengues de Artigas en el Cuartel del Regimiento Blandengues de Artigas de Caballería N°1 (2013).

Blandengues de Artigas es el nombre de una unidad militar de caballería del Uruguay cuyos orígenes se remontan a los tiempos de la presencia de la corona de España en la región.

## Antecedentes
Los cuerpos de blandengues eran milicias criollas del Río de la Plata, donde se hacía permanentemente frente a los indígenas de la Pampa y del Chaco, así como a las incursiones de los portugueses en la región de la Banda Oriental (actual Uruguay y partes de Río Grande del Sur en el Brasil).
Su nombre se debe a que al ser revistados por un gobernador blandieron las lanzas con las que estaban armados en señal de homenaje a las autoridades. El uniforme que utilizaban consistía en: casaca corta y calzón azul, vuelta, solapa, chupa y collarín encarnado, con un galón estrecho en este, botón dorado. En invierno usaban poncho.

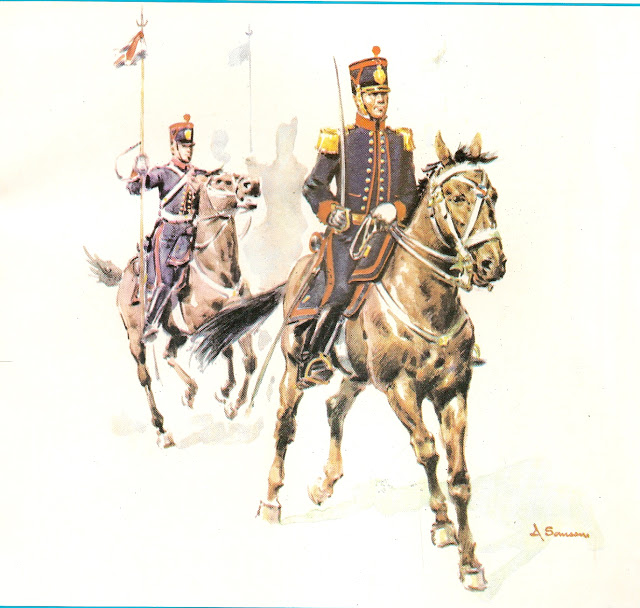
Uniforme de un soldado (atrás) y un oficial (adelante) del cuerpo de Blandengues de Montevideo a comienzos del.

## Blandengues de la Frontera de Montevideo

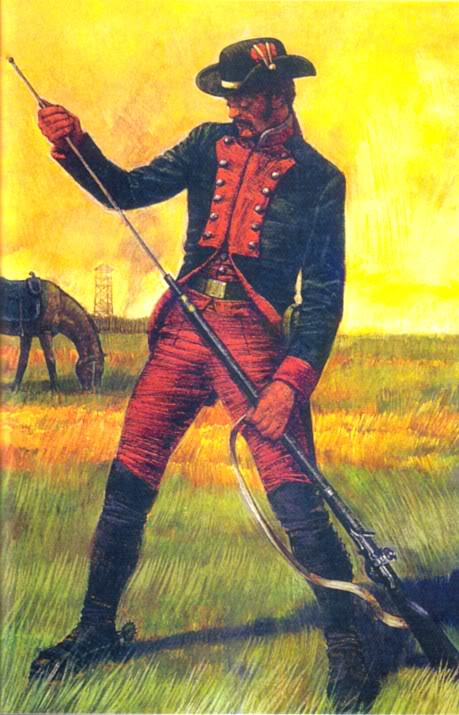
Blandengue. Óleo sobre tela de Mauricio Rugendas (1802-1858).

El virrey del Río de la Plata Pedro Melo de Portugal y Villena, luego de convocar a una Junta de Guerra, el 7 de diciembre de 1796 creó el Cuerpo Veterano de Blandengues de la Frontera de Montevideo, asignándole la sede del Cuartel de Dragones de Maldonado. El cuerpo se formó con igual organización, funciones, armamento y uniforme que sus predecesores de Santa Fe y Buenos Aires.
Por bando del 7 de febrero de 1797, el gobernador de Montevideo Antonio Olaguer Feliú llamó a constituir la unidad, indultando a los contrabandistas, desertores y delincuentes que vagaban por la campiña huyendo de la justicia, a excepción de los asesinos. Debían presentarse voluntariamente con al menos 6 caballos y prestar servicio por 8 años. El 10 de marzo se presentó José Artigas, dando comienzo a su carrera militar como teniente, y con total libertad para actuar como le pareciera con el fin de reducir a los otros contrabandistas.
Por real orden del 12 de mayo de 1797, el rey Carlos IV aprobó la creación del Cuerpo de Blandengues de la Frontera de Montevideo. El 23 de septiembre de ese año, fue constituido el regimiento, siendo nombrado el 6 de octubre su primer comandante, el sargento mayor Cayetano Ramírez de Arellano.
La unidad se constituyó con ocho compañías de cien hombres cada una, sostenidas económicamente por el Cabildo de Montevideo, utilizándose oficiales de los cuerpos veteranos de Buenos Aires y las milicias de la Banda Oriental.
Los primeros comandantes de cada compañía fueron:
- 1.ª. - capitán Juan López Fraga, murió en 1804
- 2.ª. - capitán Jorge Pacheco, se retiró en 1810
- 3.ª. - capitán Felipe Santiago Cardoso, pasó poco después de comandante de la 5.ª, siendo reemplazado por el capitán Francisco Esquivel y Aldao (murió en 1798 y fue reemplazado por el capitán Miguel Borras)
- 4.ª. - capitán Carlos Maciel, se mantuvo hasta la caída de Montevideo
- 5.ª. - capitán Felipe Santiago Cardoso
- 6.ª. -
- 7.ª. - capitán Juan Agustín Pagola
- 8.ª. - capitán Miguel Marín

Durante la guerra de independencia la unidad se dividió entre los dos bandos. Al entrar en Montevideo las fuerzas comandadas por Carlos de Alvear el 23 de junio de 1814, la facción realista del cuerpo estaba conformada por el comandante Ramírez de Arellano, los capitanes Bartolomé Riesgo, Juan Agustín Pagola y Carlos Maciel y 57 soldados. El cuerpo desapareció por completo antes de que Artigas se exiliara en el Paraguay en 1820.

## Regimiento Blandengues de Artigas N° 1 de Caballería
El actual regimiento Blandengues de Artigas de Caballería Nº 1 es uno de los cuerpos que conforman el Ejército de Uruguay. Cumple funciones de escolta al Presidente de la República y sus miembros constituyen la guardia de honor. Además, se encarga de la seguridad perimetral de la Casa de Gobierno, la residencia presidencial de Suárez y Reyes y la custodia de los restos del General José Gervasio Artigas en el Mausoleo de la Plaza Independencia.
Participa activamente en los festejos de las fechas patrias uruguayas desfilando a caballo con su “Charanga Grito de Asencio” (banda de músicos montados), banderas, escoltas y escuadrones de jinetes.
El 25 de agosto de 1910 por decreto del presidente Claudio Williman se dispuso que el Regimiento Escolta N° 1 de Caballería pasara a denominarse Regimiento Blandengues de Artigas N° 1 de Caballería.
El Regimiento se subdivide en dos Grupos de Escuadrones. El primero comprende los escuadrones de jinetes "Federación", "República" e "Independencia" y el segundo Grupo de Escuadrones lo componen un Escuadrón de Honor, denominado "Ayuí" y un Escuadrón de Comando y Servicios denominado "Purificación".